# Francis Patrick Duffy
 (mars 2025).
Le contenu est difficilement compréhensible vu les erreurs de traduction, qui sont peut-être dues à l'utilisation d'un logiciel de traduction automatique.
Francis Patrick Duffy, né le 2 mai 1871 à Cobourg (Ontario) et mort le 27 juin 1932 à New York, est un militaire canadien et prêtre catholique.
Duffy a servi comme aumônier pour le 69e régiment d'infanterie (connu sous le nom de "Fighting 69th"), une unité de la Garde nationale de l'armée de New York, principalement composée de la population irlando-américaine de la ville. Il a servi lors de la guerre hispano-américaine (1898), mais c'est son service sur le front occidental en France pendant la Première Guerre mondiale (1917-1918) qui l'a rendu le plus célèbre. Duffy, qui était souvent impliqué dans les combats et accompagnait les brancardiers au cœur de la bataille pour récupérer les soldats blessés, est devenu le clerc le plus décoré de l'histoire de l'armée américaine.
Duffy Square – la moitié nord de Times Square à New York, entre les 45e et 47e rues – porte son nom en son honneur.

## Biographie

### Jeunesse et carrière
Francis Duffy est né le 2 mai 1871 à Cobourg, en Ontario, au Canada, fils de Patrick et Mary Ready Duffy. Il a fréquenté le St. Michael's College à Toronto et le St. Joseph's Seminary à Troy, New York. Il a enseigné pendant un certain temps au College of St. Francis Xavier et a obtenu une maîtrise. Il est devenu prêtre de l'archidiocèse de New York, étant ordonné le 6 septembre 1896. Il a fréquenté l'université catholique d'Amérique où il a obtenu un doctorat en 1905.
Après son ordination, Duffy a servi au sein du corps professoral du St. Joseph's Seminary, Dunwoodie, Yonkers, qui forme des prêtres pour l'archidiocèse de New York. Il était professeur de psychologie philosophique – un cours plus lié à la philosophie de la personne humaine qu'à la psychologie clinique, en termes modernes – et a servi de mentor à de nombreux étudiants. Il était également rédacteur en chef du New York Review, à l'époque la publication théologique catholique la plus érudite et progressiste des États-Unis, et a contribué à l'article sur "l'Abstraction" dans l'Encyclopédie catholique. Très populaire auprès des étudiants, Duffy faisait partie d'un groupe de membres du corps professoral qui ont introduit des innovations révolutionnaires dans le programme du séminaire, plaçant l'institution à l'avant-garde de l'éducation cléricale.
Lorsque des auteurs du New York Review ont été soupçonnés de l'hérésie du modernisme, les membres contributeurs du corps professoral ont été réaffectés à d'autres tâches. Le New York Review lui-même n'a jamais publié d'article suspect, mais il a imprimé des articles de grands experts bibliques catholiques qui faisaient partie des nouvelles écoles émergentes de critique biblique, et plusieurs des autres œuvres de ces auteurs ont suscité des interrogations à Rome. Duffy lui-même a écrit peu d'articles signés dans le journal, bien qu'il en ait rédigé des parties, et il était responsable en tant que rédacteur en chef de l'ensemble de la publication.
La nouvelle affectation de Duffy était la création de la paroisse de l'église Notre-Sauveur dans le Bronx. Là, en 1912, il a organisé la paroisse et construit une structure physique combinant école paroissiale et église, l'une des plusieurs innovations qu'il a introduites.
Pendant cette période, Duffy était actif à la fois dans l'École d'été catholique, une sorte de camp d'été pour adultes et de système de formation continue qui préfigurait l'essor de l'enseignement supérieur catholique pour les laïcs aujourd'hui, et dans l'armée – il était aumônier du régiment du 69e New York, qui a été fédéralisé pendant un certain temps lors de la guerre hispano-américaine.

### Service en tant qu'aumônier de l'armée
Déjà bien connu dans les cercles théologiques, Duffy a acquis une renommée plus large pour son implication en tant qu'aumônier militaire pendant la Première Guerre mondiale, lorsque le 69e régiment de New York ("The Fighting 69th") a été de nouveau fédéralisé et redésigné comme le 165e régiment d'infanterie des États-Unis. Lorsque l'unité a avancé vers le front en France, Duffy a accompagné les brancardiers pour récupérer les blessés et a souvent été vu au cœur de la bataille. Reconnu par le commandant du régiment, le lieutenant-colonel William "Wild Bill" Donovan – qui allait plus tard fonder l'OSS pendant la Seconde Guerre mondiale – comme un élément clé du moral de l'unité, le rôle de Duffy au sein du régiment dépassait celui d'un simple clerc : le régiment était principalement composé d'immigrants irlandais de première et deuxième génération de New York, dont beaucoup ont écrit plus tard sur le leadership de Duffy. Le général de brigade Douglas MacArthur a déclaré plus tard que Duffy avait été brièvement envisagé pour le poste de commandant du régiment.

Pour avoir inlassablement et sans relâche pris soin des hommes blessés et mourants dans le village de Villers-sur-Fère, en France, du 28 au 31 juillet 1918, l'aumônier Duffy a reçu la Distinguished Service Cross, dont la citation se lit comme suit :
Le Président des États-Unis d'Amérique, autorisé par un acte du Congrès du 9 juillet 1918, a le plaisir de remettre la Distinguished Service Cross au Premier Lieutenant (Aumônier) Francis Patrick Duffy, de l'Armée des États-Unis, pour son héroïsme extraordinaire au combat alors qu'il servait comme aumônier avec le 165e Régiment d'Infanterie, 42e Division, A.E.F., dans le village de Villers-sur-Fère, en France, du 28 au 31 juillet 1918. L'aumônier Duffy s'est dévoué sans relâche et inlassablement aux soins des blessés et des mourants. Malgré un bombardement constant et sévère de tirs d'artillerie et de bombes aériennes, il a continué à circuler dans et autour de deux postes de secours et des hôpitaux, créant une atmosphère de gaieté et de confiance par son exemple courageux et inspirant.

Il a également reçu la Army Distinguished Service Medal, la Conspicuous Service Cross (État de New York), la Légion d'Honneur (France) et la Croix de Guerre. Le Père Duffy est le clerc le plus décoré de l'histoire de l'Armée américaine. La citation pour sa Army DSM se lit comme suit :
Le Président des États-Unis d'Amérique, autorisé par un acte du Congrès du 9 juillet 1918, a le plaisir de remettre la Army Distinguished Service Medal au Capitaine (Aumônier) Francis Patrick Duffy, de l'Armée des États-Unis, pour ses services exceptionnellement méritoires et distingués au Gouvernement des États-Unis, dans une mission de grande responsabilité pendant la Première Guerre mondiale. L'aumônier Duffy a accompli avec distinction ses fonctions combinées d'aumônier de régiment et de division, stimulant le travail de tous ceux avec qui il est entré en contact. Lorsque sa division était dans les zones de repos, il était infatigable et dévoué dans ses efforts pour aider tous ceux avec qui il servait. Qu'il soit dans les tranchées de première ligne ou en attaque, il était avec les troupes, les encourageant à faire plus d'efforts, exemple de bravoure et de dévouement au devoir, aidant à soigner les malades et les blessés, administrant les derniers sacrements aux mourants et organisant l'enterrement des morts.
Après la guerre, il a écrit Father Duffy's Story, qui est né d'un manuscrit initialement commencé par Joyce Kilmer, le poète et converti au catholicisme qui avait rejoint le régiment et était devenu un ami proche de Duffy. Lorsque Kilmer a été tué en France, il travaillait sur une histoire de l'implication du régiment dans la guerre, que Duffy avait l'intention de poursuivre, mais Duffy a été convaincu d'inclure ses propres souvenirs.

### Holy Cross Church
Duffy a ensuite servi comme pasteur de l'église Holy Cross à Hell's Kitchen, à un pâté de maisons de Times Square, jusqu'à sa mort. Pendant son séjour là-bas, il a eu une dernière occasion de contribuer à la pensée catholique : en 1927, lors de la campagne présidentielle d'Al Smith, l'Atlantic Monthly a publié une lettre de Charles C. Marshall, un avocat protestant, qui se demandait si un catholique pouvait servir comme président loyal qui placerait la nation et la Constitution avant son allégeance au pape, un thème courant de l'anti-catholicisme américain. Smith a eu l'occasion de répondre : son article, qui a été rédigé par Duffy, était une déclaration classique des idées intellectuelles derrière le patriotisme catholique américain. Il laissait entrevoir des notions de liberté religieuse et de liberté de conscience qui ne seraient pas explicitement formulées par l'Église elle-même avant la Déclaration sur la liberté religieuse du Concile Vatican II dans les années 1960.

### Décès
Duffy est décédé le 27 juin 1932 à New York.
L'esprit du Père Francis Patrick Duffy, l'aumônier bien-aimé du "Fighting Sixty-Ninth" de la division Arc-en-ciel en temps de guerre, a rejoint les milliers d'hommes qui sont morts sur les champs de bataille de France où il les a servis. Le colonel actuel de son ancien régiment était à son chevet jusqu'à la fin. D'autres, à travers la nation et surtout à New York, foyer de l'ancien Sixty-Ninth, connu pendant la guerre sous le nom de 165e régiment d'infanterie, ont pleuré l'aumônier décédé à l'âge de 62 ans. Le Père Duffy aura des funérailles militaires. L'ancien Sixty-Ninth assistera aux services des guerres d'Amérique, Mgr John P. Chidwick, aumônier du cuirassé Maine lorsqu'il a été détruit dans le port de La Havane, prononcera l'éloge funèbre. La mort du Père Duffy est survenue tôt hier après une maladie de trois mois due à une infection intestinale. Des centaines d'amis de toutes confessions avaient inondé le courrier de lettres d'inquiétude et d'espoir pour son rétablissement. L'aumônier irlandais d'un régiment irlandais a acquis la renommée et des décorations de son propre gouvernement et du gouvernement français pour son dévouement envers ses hommes sous le feu pendant la Première Guerre mondiale. Sa mort a conduit le général Douglas MacArthur, chef d'état-major à Washington et commandant en temps de guerre de la division Arc-en-ciel (42e), à révéler qu'il avait recommandé le prêtre pour le commandement du 165e régiment à un moment où la division était au milieu d'une offensive.

## Hommages
Le Père Duffy est commémoré par Duffy Square, situé dans le triangle nord de Times Square entre les 45e et 47e rues à Manhattan, New York. Une statue, située devant les marches du kiosque TKTS, représente Duffy debout devant une croix celtique.
Il est également commémoré en tant que parrain du Chaplain Duffy Spiritual Fitness Center à Camp Smith, une installation de la Garde nationale de l'armée de New York à Cortlandt Manor, New York.
Dans le film de 1940 The Fighting 69th, le Père Duffy est interprété par Pat O'Brien.